# 貝山仁美
貝山 仁美（かいやま ひとみ、1977年10月27日 - ）は、岩手県出身の日本の柔道家。現役時代は70kg級の選手。身長163cm。得意技は内股。現在は三井住友海上女子柔道部のコーチを務めている。

## 人物
上田中学3年の時に全国中学校柔道大会56kg超級に出場するが、予選リーグで敗れた。盛岡南高校1年の時に全国高校選手権の初戦で敗れると、2年の時にも初戦で九州学院高校の松崎みずほに背負投で敗れるなど、高校時代まで際立った活躍は見られなかった。1996年に住友海上へ入社すると力を付け始め、1998年の実業個人選手権では、会社の1年後輩である上野雅恵に敗れるが2位となった。
その後、実業個人選手権では2位にとどまり続けるが、2002年の決勝ではコマツの天尾美貴を破り、ようやく優勝を果たした。また、オーストリア国際でも優勝したが、福岡国際ではオランダのエディス・ボッシュに敗れて2位だった。2003年の選抜体重別決勝では上野に敗れるが、チェコ国際とアジア選手権では優勝を飾った。2004年の選抜体重別決勝では東海大学の山下亜希に敗れるが、実業個人選手権では2年ぶり2度目の優勝を飾った。
引退後は三井住友海上のコーチとなった。また、2008年からは全日本女子代表チームのコーチにも就任した。2013年3月には女子柔道強化選手への暴力問題を受けて、暴力行為やパワーハラスメントへの関与なしとされながら、暴力行為を認めて監督を辞任した園田隆二らとともに連帯責任で戒告処分を受けたことへの撤回を監督代行を務める田辺勝やコーチの薪谷翠とともに全柔連へ求めていたものの、それが受け入れられなかったため辞任する意向を示した。しかし全柔連会長の上村春樹が、そのような行為には関わりがなかったことを改めて確認すると、拙速な判断だったとして処分も撤回された。

## 主な戦績
- 1998年　- 実業個人選手権 2位
- 1999年　- 実業個人選手権　2位
- 2000年　- 実業個人選手権　2位
- 2001年　-　選抜体重別　3位
- 2001年　- 環太平洋柔道選手権大会　3位
- 2001年　- 実業個人選手権　2位
- 2001年　- 全国女子体重別　3位
- 2002年　-　オーストリア国際　優勝
- 2002年　- 実業個人選手権　優勝
- 2002年　- ドイツオープン　優勝
- 2002年　- 全国女子体重別　3位
- 2002年　- 福岡国際　2位
- 2003年　-　チェコ国際　優勝
- 2003年　- 選抜体重別　2位
- 2003年　- 実業個人選手権　3位
- 2003年　- アジア選手権　優勝
- 2004年　- 選抜体重別　2位
- 2004年　- 実業個人選手権　優勝
- 2004年　- アメリカ国際　優勝
- 2005年　- 環太平洋柔道選手権大会　優勝
- 2005年　- 実業個人選手権　2位
- 2005年　- 講道館杯　3位
- 2007年　- 実業個人選手権　2位

(出典、JudoInside.com)